# Ubud
Ubud è una cittadina sull'isola indonesiana di Bali, di circa 30.000 abitanti, in prevalenza hindu, come nel resto dell'isola. Ubud si trova ad appena 30 chilometri a nord-ovest da Denpasar, la capitale amministrativa, ed è considerata a buon diritto la capitale culturale di Bali.

## Geografia e storia
La cittadina, immersa tra coltivazioni di riso e foreste dove prolifera la presenza dei macachi e punteggiata da numerosi e splendidi templi induisti, per via del recente sviluppo urbano difficilmente si distingue dai villaggi limitrofi, ma mantiene la sua peculiare caratteristica combinata artistica e rurale. Le strade principali di Ubud sono la Jalan Raya Ubud, che la percorre da est a ovest e la Jalan Weara che la percorre da nord a sud.
I principali luoghi di interesse sono il palazzo Puri Saren e il sacro monastero delle scimmie, un'area forestale protetta, ma visitabile, in cui vivono numerosissime scimmie. Nella periferia della città si trova anche la casa-museo del pittore Don Antonio Blanco, scomparso nel 1999. I suoi dipinti sono esposti dalla sua morte al The Blanco Renaissance Museum, di cui è proprietaria la figlia.
Prima che l'isola fosse colonizzata dagli olandesi, Ubud era la residenza dei principi feudali di Bali, che erano chiamati anche Tjokordas. Durante la colonizzazione olandese l'importanza politica dei Tjokordas si indebolì, ma nonostante ciò i membri delle famiglie feudali del tempo hanno ancora un peso sulla odierna società di Bali.
Ubud è oggi considerata il centro culturale di Bali. La pittura e l'arte tessile, le sculture tradizionali in pietra ed in legno e l'artigianato in argento sono le arti per cui è famosa la città. È conosciuta sin dagli anni venti come luogo di sosta di artisti europei e americani.
Mentre le località costiere di Sanur e Kuta sono quelle più frequentate dal turismo di massa balneare, Ubud è stata e resta tuttora una meta più esotica ed attraente, popolare ed apprezzata dai backpacker, nonostante siano in continuo sviluppo anche nuovi complessi alberghieri che cercano di soddisfare le esigenze dei viaggiatori organizzati. Ubud ospita numerosi piccoli ristoranti che offrono specialità culinarie locali e internazionali.
I minibus, chiamati anche Bemos, vanno dovunque, anche a Denpasar. Dalla stazione dei pullman partono bus che portano a Candidasa, Kuta, Padang Bai, Lovina e ad altre famose località di Bali e all'aeroporto.

## Templi
Ubud è famosa per i suoi numerosi templi, che non solo riflettono la spiritualità e l'architettura tradizionale balinese, ma fungono anche da centri culturali dove si svolgono importanti cerimonie religiose e tradizionali.
- Pura Taman Saraswati: Conosciuto come il "Tempio dell'Acqua", Pura Taman Saraswati è dedicato alla dea Saraswati, patrona di conoscenza, arte e letteratura. Il tempio è celebre per i suoi bellissimi stagni di loto e per l'architettura elaborata, caratterizzata da sculture intricate e decorazioni dettagliate. È un luogo popolare per assistere a spettacoli di danza tradizionale balinese, che si tengono regolarmente nel cortile del tempio.
- Pura Dalem Ubud: Il "Tempio della Morte", Pura Dalem Ubud, è dedicato a Durga, la dea della morte e della distruzione. Situato nelle vicinanze della Foresta delle Scimmie di Ubud, è conosciuto per le sue rappresentazioni artistiche della morte e del ciclo della vita, rendendolo un luogo significativo per le cerimonie funebri e i riti legati alla morte nella cultura balinese.
- Pura Gunung Lebah: Situato alla confluenza dei fiumi Wos, il Pura Gunung Lebah è uno dei templi più antichi di Ubud, fondato nel VIII secolo dal sacerdote Rsi Markandeya. Circondato da una lussureggiante vegetazione tropicale, il tempio offre un'atmosfera tranquilla e serena ed è un punto di partenza per numerosi percorsi di trekking nella giungla circostante.
- Pura Goa Gajah: Conosciuto come la "Grotta dell'Elefante", Pura Goa Gajah è un sito archeologico risalente all'XI secolo. Il tempio presenta una grotta con un ingresso scolpito a forma di demone e una serie di piscine sacre. Considerato un luogo di meditazione e purificazione spirituale, è uno dei siti storici più importanti nei pressi di Ubud.
- Pura Penataran Sasih: Situato nel villaggio di Pejeng, vicino a Ubud, Pura Penataran Sasih è famoso per il tamburo di luna di Pejeng, uno dei più grandi tamburi in bronzo dell'Asia sudorientale. Il tempio è un importante centro di pellegrinaggio per i fedeli balinesi ed è considerato di grande rilevanza storica e culturale.

## Galleria d'immagini

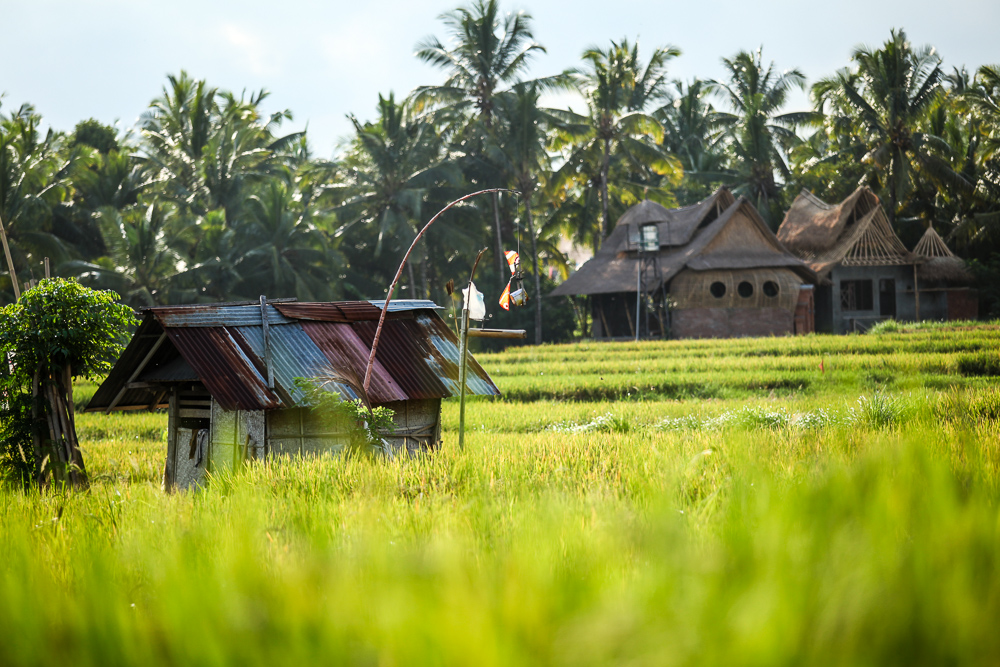
Abitazioni tipiche del villaggio di Ubud
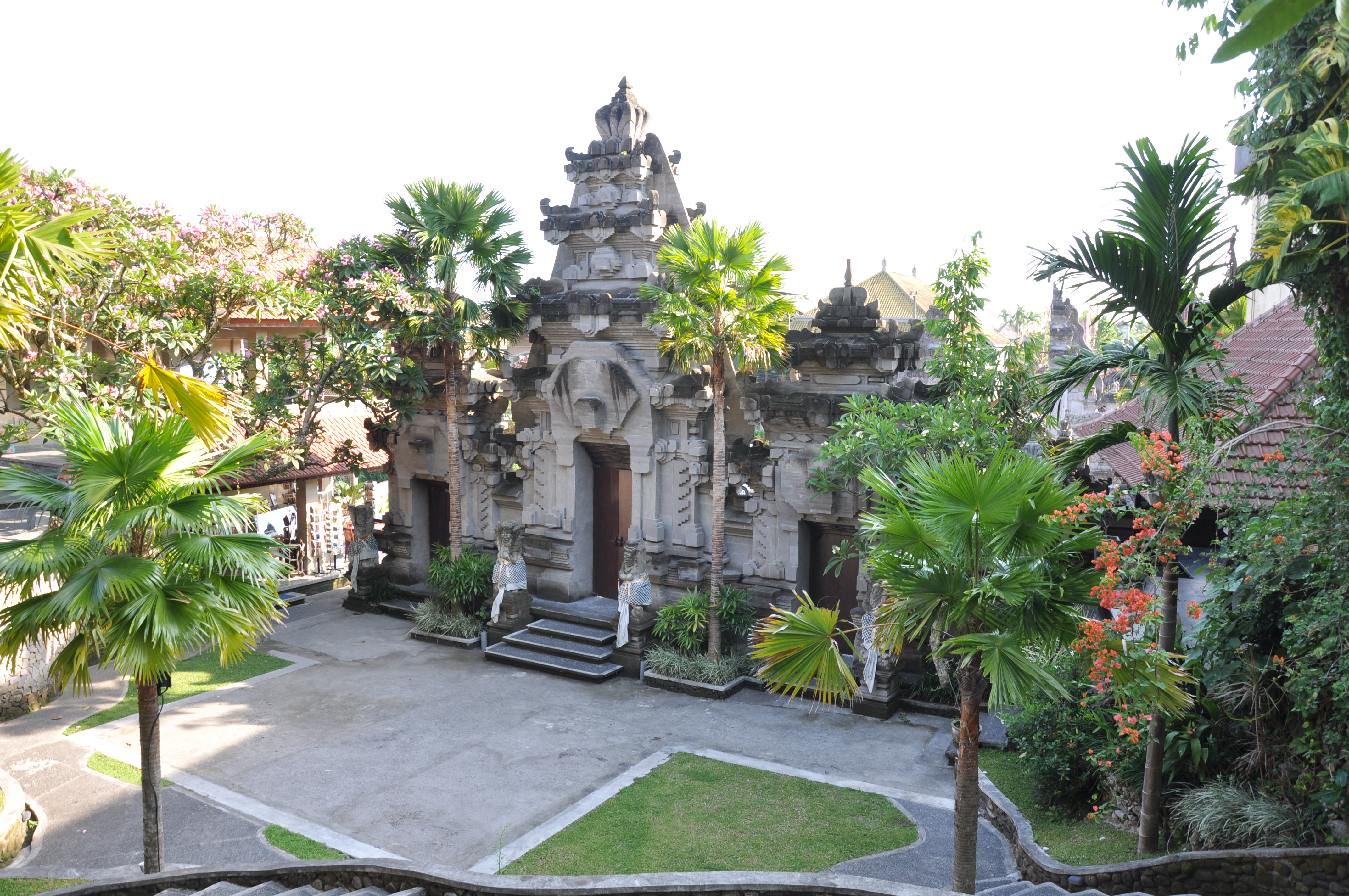
Facciata principale del Museo Puri Lukisan
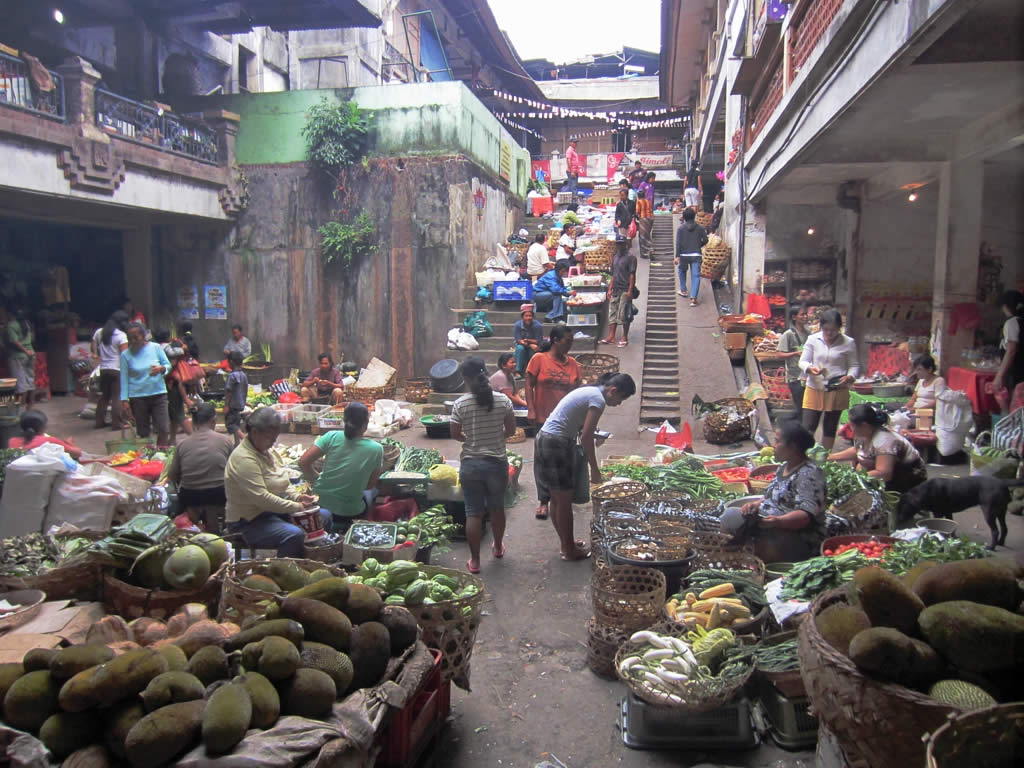
Mercato tradizionale
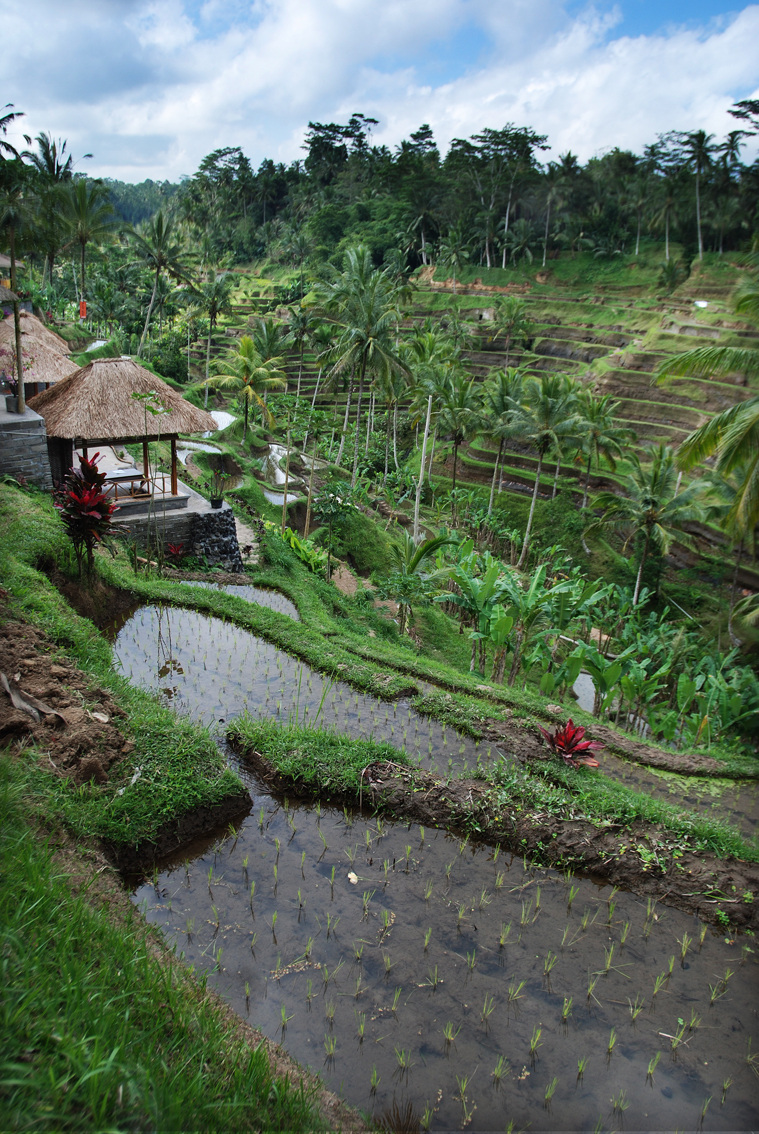
Piantagioni di riso nelle campagne di Ubud